# Urangutan
Urangutanul sau orangutanul (din lb. malaieză „Orang” (om) și „(h) utan” (pădure), prin urmare, „omul pădurii”; științific: Pongo) este un gen de maimuțe antropoide care cuprinde două specii asiatice extante. Nativi în Indonezia și Malaezia, urangutanii sunt în prezent găsiți doar în pădurile tropicale de pe insulele Borneo și Sumatra. Clasificați în genul Pongo, există doar două specii care au supraviețuit: urangutanul de Borneo (Pongo pygmaeus) și urangutanul de Sumatra (Pongo abelii). Ele sunt și singurele specii supraviețuitoare ale subfamiliei Ponginae, care a inclus, de asemenea, mai multe specii, cum ar fi Gigantopithecus. 
Cercetarea secvențială a genomului a relevat că cele două specii se pare că s-au îndepărtat genetic cu 400.000 de ani în urmă. 
Ca cele mai mari animale arboricole în prezent au brațe proporțional mai lungi decât celelalte maimuțe mari. Părul lor este de obicei roșu-brun în loc de păr maro sau negru, tipic cimpanzeilor și gorilellor. Masculii adulți dominanți au pernițe distinctive pe obraji și emit sunete lungi care atrag femelele și intimidează rivalii. 

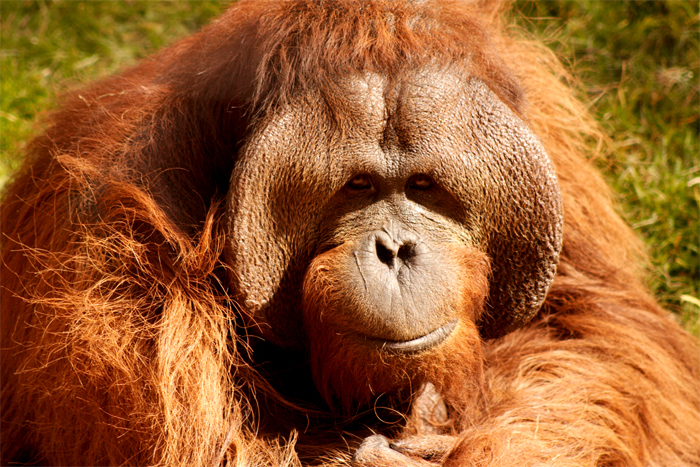
urangutan mascul

Urangutanii sunt cei mai solitari dintre primatele mari, cele mai multe legături sociale apărând între mame și descendenți ale acestora, care stau în contact fizic cu mamele lor în primele patru luni de viață. Fructele sunt componenta cea mai importantă a hranei urangutanilor, cu toate acestea mai mănâncă și coajă de copaci, vegetație, miere, insecte și chiar ouă de păsări.
Aceștia sunt printre cei mai inteligenți dintre primate și sunt capabile să folosească o varietate de instrumente sofisticate, fac cuiburi pentru somn în fiecare noapte din crengi și frunziș.
Primatele au fost intens studiate datorită capacității lor de învățare și ușurinței cu care interacționează cu alte animale sau chiar cu oamenii, atunci când au confort și se simt în siguranță.
Datorită acestor însușiri, aparent surprinzătoare, urangutanii și-au câștigat poziții privilegiate în promovarea turismului. Din acest punct de vedere se pare că cel mai celebru ("distribuit" în 30 de filme turistice) a fost Ah Meng, simbol al turismului din Singapore, care s-a stins din viață în 2008.